# Ломонос остистый
Клематис остистый или клематис остистый (лат. Clematis aristata) — вид теплолюбивых вечнозелёных вьющихся кустарников из рода Ломонос (Clematis) семейства Лютиковые (Ranunculaceae).

## Этимология
Русское название рода «ломонос» произошло от способности волосков плодов-семянок ломоноса восточного (Clematis orientalis) попадать в нос человека и вызывать неприятные ощущения. По другим источникам название рода связвно с неприятным запахом некоторых видов. 
Латинское научное название рода Clématis происходит от др.-греч. κληματίς, clēmatís — «вьющееся растение», что в свою очередь образовано от  др.-греч. κλήμα, klḗma — «веточка, росток, усик». В садоводстве (и в русском языке) закрепилась неверная форма ударения в научном названии рода — клема́тис.

## Ботаническое описание
Растение достигает в высоту 5 м, имеет цветки белого или светло-коричневого цвета в форме звёзд до 70 мм в поперечнике, которые в период весны — начала лета покрывают каскадом кустарник.

## Распространение и экология
Вид был обнаружен в Восточной Австралии в сухих и влажных лесах штатов Квинсленд, Новый Южный Уэльс, Виктория, Тасмания.

## Классификация

### Таксономия
Вид Ломонос остистый входит в род Ломонос (Clematis) трибы Anemoneae подсемейства Лютиковые (Ranunculoideae) семейства Лютиковые (Ranunculaceae) порядка Лютикоцветные (Ranunculales).
|  |                       |  |                                          |                                          |                        |  | ещё 4 подсемейства (согласно Системе APG II) | ещё 4 подсемейства (согласно Системе APG II) |                                      |  |  |  | ещё 6 родов       | ещё 6 родов          |  |  |
|  |                       |  |                                          |                                          |                        |  | ещё 4 подсемейства (согласно Системе APG II) | ещё 4 подсемейства (согласно Системе APG II) |                                      |  |  |  | ещё 6 родов       | ещё 6 родов          |  |  |
|  |                       |  |                                          | семейство Лютиковые                      |                        |  |                                              |                                              | триба Anemoneae                      |  |  |  |                   | вид Ломонос остистый |  |  |
|  |                       |  |                                          | семейство Лютиковые                      |                        |  |                                              |                                              | триба Anemoneae                      |  |  |  |                   | вид Ломонос остистый |  |  |
|  | порядок Лютикоцветные |  |                                          |                                          | подсемейство Лютиковые |  |                                              |                                              | род Ломонос                          |  |  |  |                   |                      |  |  |
|  | порядок Лютикоцветные |  |                                          |                                          |                        |  |                                              |                                              |                                      |  |  |  |                   |                      |  |  |
|  |                       |  | ещё 9 семейств (согласно Системе APG II) | ещё 9 семейств (согласно Системе APG II) |                        |  |                                              | ещё 8 триб (согласно Системе APG II)         | ещё 8 триб (согласно Системе APG II) |  |  |  | ещё 230—250 видов |                      |  |  |
|  |                       |  |                                          | ещё 9 семейств (согласно Системе APG II) |                        |  |                                              |                                              | ещё 8 триб (согласно Системе APG II) |  |  |  |                   |                      |  |  |

#### Разновидности
Ранее ботаниками выделялось несколько разновидностей, например:
- Clematis aristata var. blanda — с мелкими цветками и дважды разделённой листовкой, обнаружена в местности от Виктории до Тасмании
- Clematis aristata var. dennisae — с красными нитями в цветках, обнаружена в восточной Виктории
- Clematis aristata var. longiseta — с желтоватыми ворсинистыми цветками, обнаружена в Квинсленде

Однако, обычно они рассматриваются как синонимы вида .

## Применение
Клематис осистый культивируется как садовое растение. Предпочитает тень или полутень.